# Circé et ses amoureux dans un paysage
Circé et ses amoureux dans un paysage est une peinture à l'huile sur toile (100,8 × 136,1 cm) du peintre italien de l'École de Ferrare Dosso Dossi, datable d'environ 1525 et conservée à la National Gallery of Art de Washington (district de Columbia).  Elle faisait partie de la décoration de la Chambre d'albâtre d'Alphonse Ier d'Este dans le palais ducal de Ferrare en Italie.

## Histoire
Le tableau ne faisait pas partie de la frise des histoires d'Énée dans la Chambre d'albâtre, en raison de dimensions différentes, mais il n'est pas improbable qu'il y ait été conçu pour elle, sinon précisément pour Alphonse Ier d'Este, certainement pour quelqu'un de la cour de Ferrare ou en tout cas qui appréciait les adresses artistiques particulières liées à l'évocation fantastique. Ce n'est pas un hasard si cette période coïncide également avec la présence de L'Arioste à la cour.
Pour avoir des informations officielles sur l'œuvre, il faut remonter au XIXe siècle, lorsqu'elle se trouvait dans les collections londoniennes de William Graham, avant d'être vendue par Colnaghi. Elle finit dans une nouvelle collection privée et en 1927, est achetée par les frères Duveen qui l'emmènent aux États-Unis, où elle est, en 1942, acquise par Samuel Henry Kress, qui, un an plus tard, en fait don à la National Gallery.

## Description et style
Circé, la sorcière qui apparaît dans l'Odyssée, se trouve à l'orée d'un bois ombragé, près de la rive d'un lac ou d'une rivière. Elle est nue, recouverte uniquement d'un tissu vert sur sa jambe gauche. Le grimoire laissé au sol, elle s'apprête à accomplir un sort : elle tient à la main une table où sont écrites les formules magiques qu'elle devra répéter et retranscrire au cours du rite. Des animaux « amoureux » se pressent autour d'elle : les animaux sont la compagnie typique des sorciers.
Une spatule, un faon, une chouette effraie, un oiseau de proie, un cerf, un lévrier et un dogue accroupi sont représentés. Sur la gauche, un paysage évocateur est composé de quelques maisons immergées dans le vert des arbres feuillus, traités comme des bourres pelucheuses typiques du style de l'artiste.